# Fekitamoeloa ‘Utoikamanu
Fekitamoeloa Katoa ‘Utoikamanu (dicembre 1959) è una diplomatica e politica tongana.

## Biografia

### Carriera

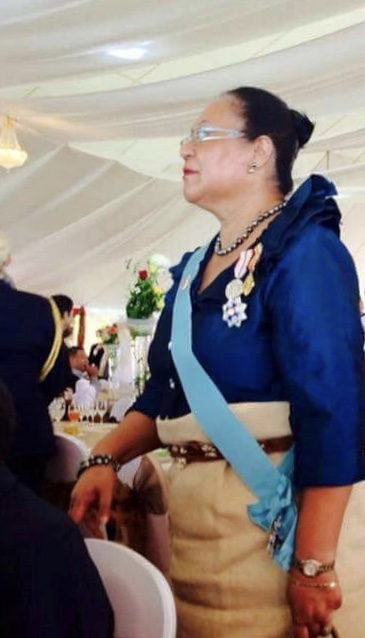
Fekitamoeloa nel 2015

Conseguì un bachelor of Commerce in Economics nel 1980 all'Università di Auckland, dove ottenne anche un master nel 1983. Parla tongano e inglese.
Dal 1983 al 1986 lavorò come macroeconomista al Dipartimento Centrale della Pianificazione presso il Ministero degli affari esteri, poi fu vice segretaria ad interim per le finanze (1987), funzionaria ad interim per la pianificazione (1988-1991) e vice segretaria degli affari esteri (1991-2002).
Ricoprì gli incarichi di segretaria per gli affari esteri e di National Authorizing Officer per le Tonga presso la Commissione europea dal 2002 al 2005. Da allora servì come rappresentante del Regno all'ONU, come ambasciatrice a Cuba, negli Stati Uniti d'America e in Venezuela e come alta commissaria in Canada per quattro anni.
Nel 2009 entrò in carica come vice direttore generale dell'Istruzione, Formazione e Sviluppo Umano presso la Comunità del Pacifico (fino al 2015) e fece parte del consiglio dell'Università del Pacifico del Sud (fino al 2016). Fu anche procancelliere (nel 2012; ad interim nel 2015), vicepresidente (2012) e presidente del consiglio (2015).
Dal gennaio 2017 lavorò come Chief Executive Officer al Ministero del turismo tongano e il 12 aprile venne nominata alto rappresentante delle Nazioni Unite per i paesi meno sviluppati, quelli in via di sviluppo senza sbocco sul mare e per i piccoli stati insulari in via di sviluppo. È stata succeduta da Earle Courtenay Rattray nell'aprile del 2021.

### Incarichi nel governo
Il 28 dicembre 2021 fu nominata ministra degli affari esteri e del turismo nel governo di Siaosi Sovaleni, unica donna e unico ministro esterno all'Assemblea legislativa. Nel febbraio del 2024 il re Tupou VI ritirò la propria fiducia a ʻUtoikamanu e a Sovaleni stesso (sull'incarico di ministro delle forze armate).
Entrambi i ministri rimasero in carica dopo che la procuratrice generale Linda Folaumoetu'i comunicò al governo che la revoca delle loro nomine sulla sola volontà del sovrano sarebbe stata incostituzionale. Tuttavia, sia ʻUtoikamanu sia Sovaleni rassegnarono comunque le proprie dimissioni con effetto dal 28 marzo. Non sono stati forniti i motivi della perdita di fiducia del re nei due ex ministri.

## Vita privata
È sposata e ha una figlia.